# مارغريت بلاكوود

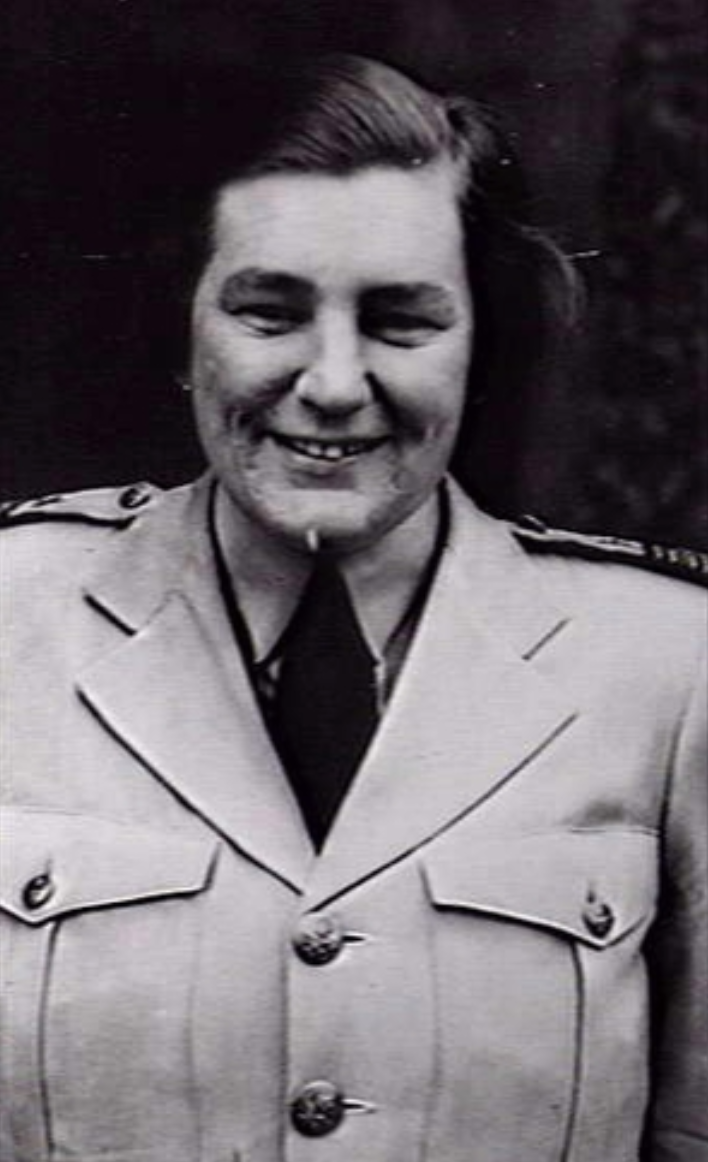
مارغريت بلاكوود

السيدة مارغريت بلاكوود (بالإنجليزية: Margaret Blackwood) (الحاصلة على رتبة الإمبراطورية البريطانية) (26 نيسان 1909 – 1 حزيران 1986) عالمة نبات ووراثة أسترالية درست في جامعة ملبورن وحاضرت هناك في معظم مسيرتها لتصبح بعد تقاعدها الأكاديمي نائباً لرئيس الجامعة.
عُيِّنت برتبة سيدة قائدة في الإمبراطورية البريطانية عام 1981 وأضيفت عام 2001 بعد وفاتها إلى لائحة الشرف النسائية الفيكتورية.

## بداية الحياة
ولدت مارغريت بلاكوود في عام 1909 جنوب يارا، وهي إحدى ضواحي ملبورن. كان والداها روبرت ليسيل بلاكوود وموريل بيرل (اسم الميلاد هنري) وكلاهما معلِّمان وأخوها الأكبر كان مهندساً وهو روبرت بلاكوود. درست في مدرسة بنات ملبورن الثانوية وبعد تأهيلها كمعلمة درَّست في مدرسة لوثر هال الأنغليكانية الثانوية ومدرسة كوروا الأنغليكانية للإناث. انضمت إلى جامعة ملبورن عام 1934 ودرسَت بدوام جزئي وتابعت التدريس لتدعم نفسها. أكملت درجة بكالوريوس العلوم عام 1938 وماجستير العلوم في علم النبات عام 1939. ركَّزت في أبحاثها ما بعد التخرج على تجرد أشجار الصنوبر من أوراقها وخاصة الصنوبر الشعاعي. ومن 1939 وحتى 1941 كانت باحثة أكاديمية ومعيدة في الجامعة في مجال علم الخلايا النباتية والوراثة.

## المسيرة العسكرية
انضمت بلاكوود خلال الحرب العالمية الثانية إلى لسلاح الجو الاحتياطي النسائي الأسترالي عام 1941 وعملت في البداية كرقيب تدريب عسكري قبل عملها على إنشاء شيفرة القوات الجوية الملكية الأسترالية. [2] رُقِّيت إلى رتبة قائد جناح في كانون الثاني عام 1945 وسُرِّحت في كانون الثاني 1946.

## المسيرة المهنية
عادت بلاكوود إلى جامعة ملبورن كمحاضرة في علم الأحياء وعميدة للنساء وذلك بعد تسريحها من سلاح الجو الاحتياطي النسائي الأسترالي عام 1946. كُرِّمت بمنحة لدراسة في كلية نيونهام التابعة لجامعة كامبردج من 1948 إلى 1950 وهناك درست علم وراثة الذُّرة مع ديفيد كتشييد ونالت الدكتوراه عن عملها عام 1954. عادت لجامعة ملبورن عام 1951 كمحاضر متمرس في علم النبات وتلقت منحة سفر لدخول جامعة ويسكنسون عام 1958 وزمالة بحثية في جامعة برمنغهام عام 1959. وبعد ترقيتها لدرجة أستاذ تقاعدت بلاكوود من العمل الأكاديمي عام 1974 وبعد تقاعدها انتُخبت لمجلس الجامعة في 1976 وأصبحت أول امرأة تشغل منصب نائب رئيس الجامعة عام 1980.
أُدخلت بلاكوود كعضوة في رتب الإمبراطورية البريطانية عام 1964 وعُيِّنت برتبة سيدة قائدة في الإمبراطورية البريطانية عام 1981. وأصبحت زميلة للجمعية الأسترالية والنيوزلندية للتقدم العلمي والجمعية الأسترالية لعلم الوراثة عام 1979. وكانت أيضاً زميلة لكليتين داخليتين لجامعة ملبورن وهما كلية جانيت كلارك هال والكلية الثالوثية. منحت دكتوراه فخرية في القانون من جامعة ملبورن عام 1983.

## الوفاة والإرث
توفيت بلاكوود عام 1986 بعد ثلاثة أعوم من تقاعدها كنائب لرئيس جامعة ملبون. في عام 1989 اكتُشفت أنواع جديدة من النوع الفطري الكلفين (العسطوس) وسمي باسمها الكلفين البلاكوودي . وأضيفت عام 2001 إلى لائحة الشرف النسائية الفيكتورية. وتحتفظ جامعة ملبورن بمجموعة من أوراقها.